# Crystal Palace Baltimore
Il Crystal Palace Baltimore, conosciuto anche come "Crystal Palace F.C. USA", è una società calcistica statunitense che prende parte al campionato di USL Second Division.
Fondato nel 2006, questo club disputa gli incontri in casa nello stadio dell'Università del Maryland, sito nella contea di Baltimora.

## Storia
Il club è stato fondato nel 2006 da Simon Jordan, presidente del Crystal Palace F.C., gloriosa società calcistica inglese.
Il 15 luglio 2006 i Baltimore hanno disputato la prima partita della loro storia, giocando proprio contro il Crystal Palace F.C., che vinse l'incontro per 3-1 (Rade Kokovic segnò lo storico primo goal per i Baltimore).
Nel 2007 i Baltimore hanno preso parte al loro primo campionato, esordendo con una sonora sconfitta per 4-1 in trasferta contro i Charlotte Eagles. Le cose sono migliorate con l'arrivo dell'attaccante Gary Brooks, che con sette reti in nove presenze ha dato un ottimo contributo, anche se non sufficiente per il raggiungimento di un posto nei play-off.

## Rosa 2008
| N. |                             | Ruolo | Calciatore       |
| -- | --------------------------- | ----- | ---------------- |
| 1  | Canada (bandiera)           | P     | Brian Rowland    |
| 2  | Stati Uniti (bandiera)      | D     | Idris Ughiovhe   |
| 3  | Inghilterra (bandiera)      | D     | Paul Robson      |
| 4  | Mali (bandiera)             | D     | Ibrahim Kante    |
| 5  | Stati Uniti (bandiera)      | D     | Andrew Marshall  |
| 7  | Portogallo (bandiera)       | D     | Val Teixeira     |
| 8  | Irlanda del Nord (bandiera) | C     | Bryan Harkin     |
| 9  | Stati Uniti (bandiera)      | C     | Pat Healey       |
| 10 | Colombia (bandiera)         | C     | Harold Urquijo   |
| 11 | Stati Uniti (bandiera)      | A     | Sergio Flores    |
| 12 | Camerun (bandiera)          | C     | Matthew Mbuta    |
| 14 | Stati Uniti (bandiera)      | D     | Mike Lookingland |

| N. |                        | Ruolo | Calciatore      |
| -- | ---------------------- | ----- | --------------- |
| 15 | Stati Uniti (bandiera) | C     | Dan Lader       |
| 16 | Stati Uniti (bandiera) | C     | Larry Mark      |
| 17 | Stati Uniti (bandiera) | C     | Cecil Lewis     |
| 18 | Stati Uniti (bandiera) | D     | David Feazell   |
| 19 | Giamaica (bandiera)    | A     | Kevin King      |
| 21 | Giappone (bandiera)    | C     | Shintaro Harada |
| 22 | Porto Rico (bandiera)  | C     | Carlos Morales  |
| 23 | Stati Uniti (bandiera) | P     | Zach Thompson   |
| 24 | Stati Uniti (bandiera) | C     | Jim Cherneski   |
| 27 | Stati Uniti (bandiera) | P     | Matthew Nelson  |
| 30 | Giamaica (bandiera)    | A     | Gary Brooks     |

## Risultati anno per anno
| Anno | League              | Regular Season | Playoff         | US Open Cup |
| ---- | ------------------- | -------------- | --------------- | ----------- |
| 2007 | USL Second Division | 5°             | Non qualificato | 1º turno    |